# Natalja Voltjek
Natalja Voltjek, född den 6 januari 1972 i Minsk i Vitryssland, är en vitrysk roddare.
Hon tog OS-brons i åtta med styrman i samband med de olympiska roddtävlingarna 1996 i Atlanta.